# Jimmy McIlroy (labdarúgó)
Jimmy McIlroy (Lambeg, County Antrim, 1931. október 25. – 2018. augusztus 20.) északír válogatott labdarúgó, edző. A Burnley történetének egyik legmeghatározóbb játékosa, a klub színeiben 497 mérkőzést játszott és 131 gólt szerzett.

## Pályafutása

### Klubcsapatokban

#### Burnley
Jimmy McIlroy Lambegben született, Észak-Írországban. Fiatal korában futballozni kezdett, miután édesapja és nagybátyja is űzték a sportágat. Pályafutását a Glentoran csapatában kezdte, majd tanulmányai befejezését követően, 1950 márciusában a Burnley csapatához igazolt, akik 7000 fontot fizettek érte. Hamar alapembere lett a csapatnak, csapattársai csak "Agy"-nak becézték, miután ő volt a csapat játékának a szervezője, irányítója. Az 1959-1960-as szezonban bajnoki címet nyert, míg 1962-ben bejutott csapatával az FA-kupa döntőjébe, ahol 3–1 arányban alulmaradtak a Tottenhammel szemben. A Burnley színeiben 497 mérkőzést játszott és 131 gólt szerzett, tizenkét évben át volt a klub játékosa. 1962-ben 25 000 fontért vette meg a Stoke City, ami sokkolta a Burnley szurkolóit, akik ezért elmebetegnek bélyegezték a klub igazgatóját, Bob Lordot.

#### Stoke City
McIlroy a Stoke City-ben olyan játékosokkal szerepelt egy csapatban, mint Stanley Matthews, Dennis Viollet, Jackie Mudie és Don Ratcliffe. Első mérkőzése nem sikerült jól új csapatában, a Stoke 6-0-s vereséget szenvedett a Norwich City csapatától. Az 1962–1963-as szezonban végül megnyerte csapatával a másodosztályú bajnokságot, a következő szezonban pedig 12 góllal segítette a Stoke-ot az élvonalban, valamint bejutottak az 1964-es Ligakupa-döntőbe, de ott a Leicester City 4–3 arányban jobbnak bizonyult. 1965 decemberében az Oldham Athletichez szerződött, ahol játékosként és edzőként is tevékenykedett.

#### Oldham Athletic
1966 januárjában még aktív játékosként vette át az akkor harmadosztályú Oldham irányítását. Itt több korábbi csapattársával, így Bill Aspreyvel, Alan Philpottal, George Kinnellel és Keith Bebbingtonnal is együtt dolgozott. Az 1968-69-es szezon kezdetén, egy Luton Town elleni 4–0-s vereséget követően mondott le. 1970-ben rövid ideig a Bolton Wanderers vezetőedzője is volt, de két mérkőzést követően lemondott a posztjáról.

## A pályán kívül
2011-ben megkapta a A Brit Birodalom Rendje (MBE) kitüntetését. 2015 áprilisában a Belfasti Filmfesztiválon bemutattak egy dokumentumfilmet, ami az északír válogatott 1950-es évekbeli szereplését és az 1958-as világbajnokságon való részvételét, valamint a Svédországban töltött napjait mutatta be. A fesztiválon McIlroyon kívül részt vett Billy Bingham, Peter McParland, Billy Simpson és Harry Gregg is.
A Burnley stadionjában a lelátó egy részét róla nevezték el.

## Halála
Jimmy McIlroy 2018. augusztus 20-án, 86 éves korában hunyt el. A Burnleynél a klubtörténelem legjobb játékosának nevezték.

## Sikerei, díjai
Burnley
- Angol bajnok: 1959–60
- FA-kupa-döntős: 1962

Stoke City
- Angol másodosztályú bajnokság, bajnok: 1962–63